# 舜慶
舜慶（しゅんけい、生没年未詳）、南北朝時代頃に活動した南都椿井仏所の仏師。号、民部公。慶秀の弟子。

## 経歴
- 法隆寺で、1375年、護摩堂の弘法大師像の制作に参加。1380年、不動明王の脇侍である矜羯羅童子、制多迦童子を造像したことが矜羯羅童子の台座裏の墨書銘によって知られる。1384年、絵殿の聖徳太子像を修理した。
- 1378年、品善寺（奈良）の薬師如来像を製作した。

## 参考資料
- 『奈良六大寺大観 法隆寺四（補訂版）』岩波書店、1999年